# Орден Хо Ші Міна

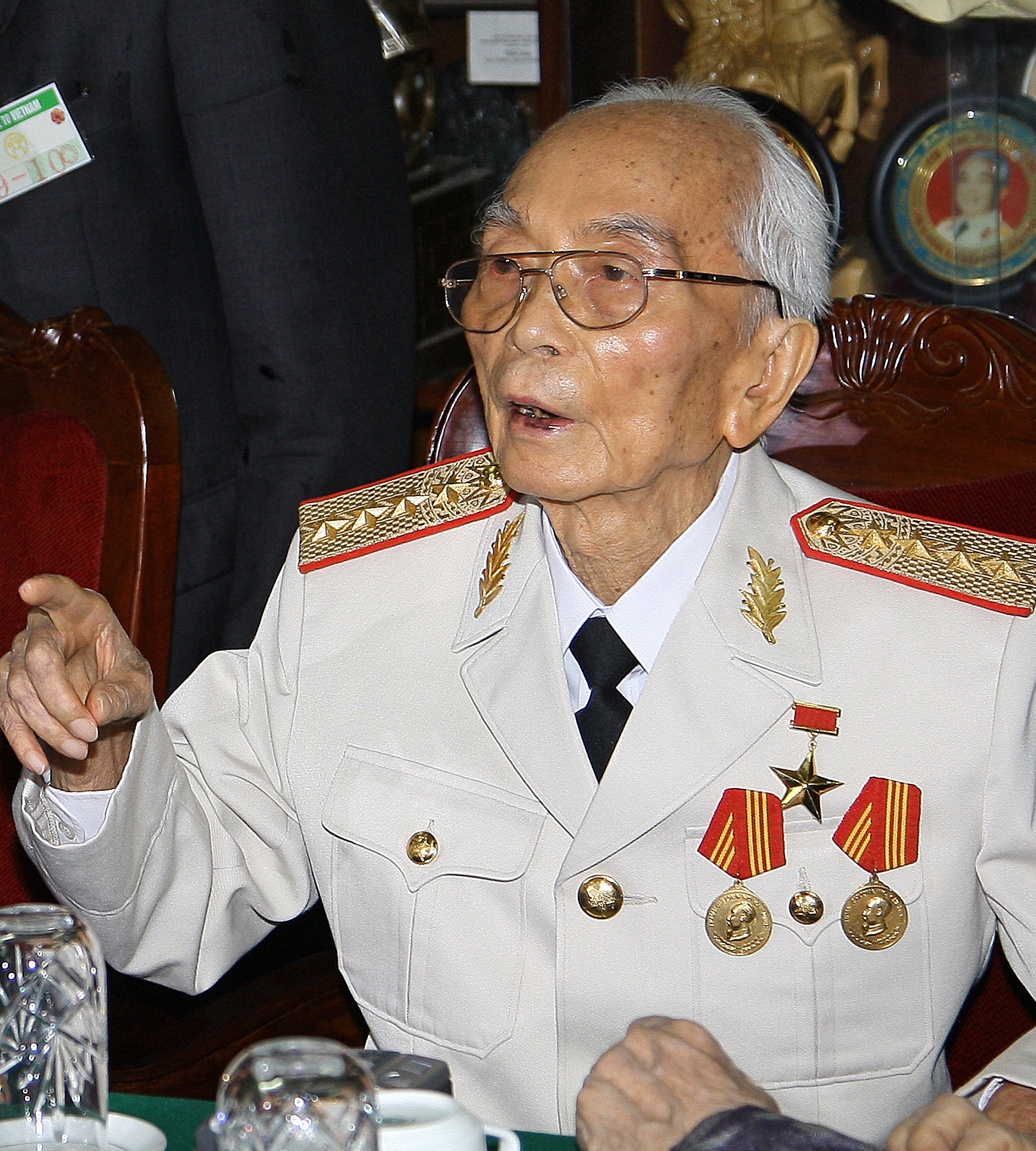
Во Нгуєн Гіап з двома орденами Хо Ші Міна

Орден Хо Ші Міна (в'єт. Huân chương Hồ Chí Minh) — нагорода Соціалістичної Республіки В'єтнам, яку було започатковано 6 червня 1947 року. Засновником ордена був президент Хо Ші Мін.